# Oryctopus prodigiosus
Oryctopus prodigiosus är en insektsart som beskrevs av Bolívar, I. 1900. Oryctopus prodigiosus ingår i släktet Oryctopus och familjen Stenopelmatidae. Inga underarter finns listade i Catalogue of Life.